# Röthbachfall

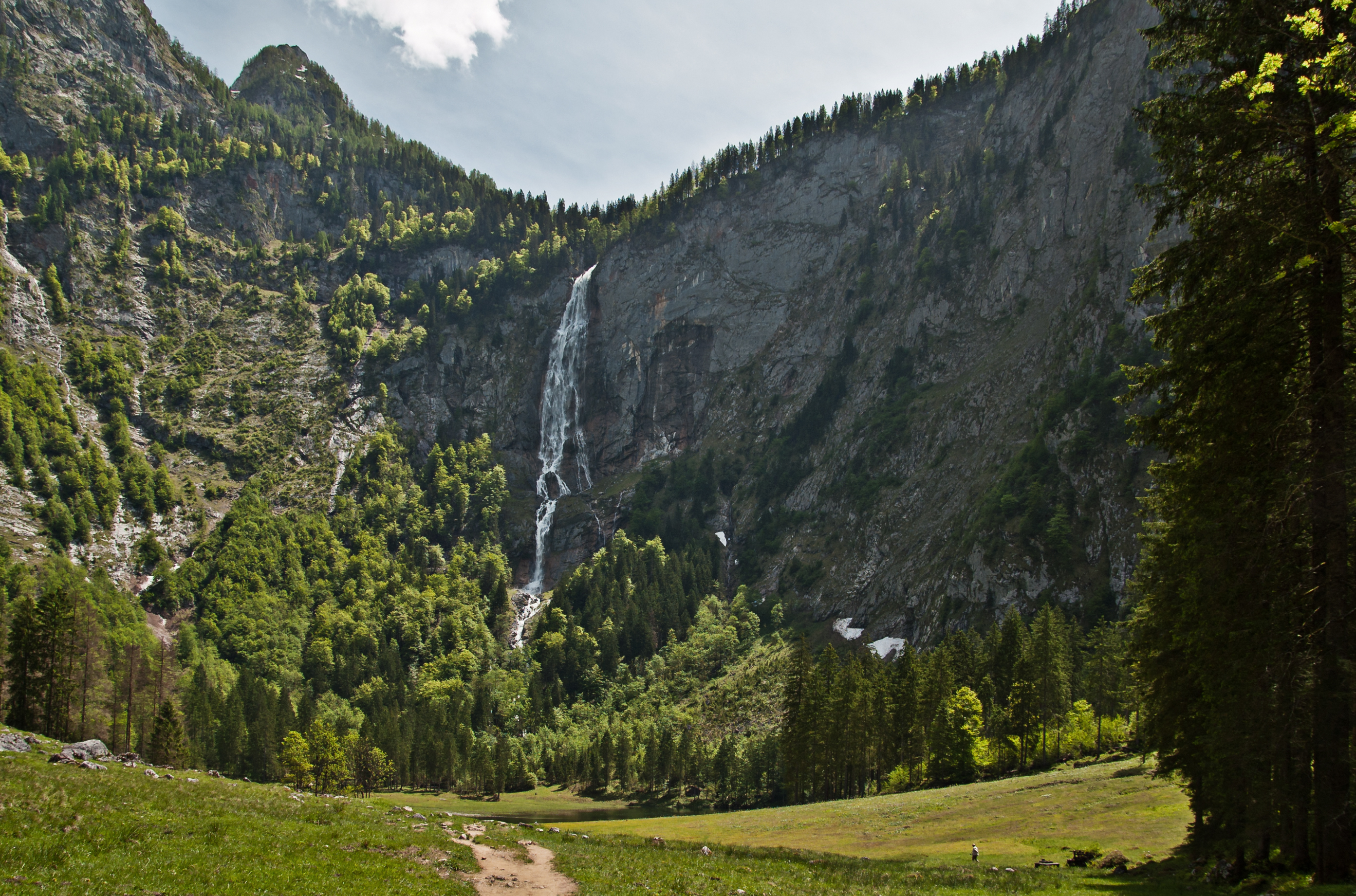
Der Röthbachfall im Mai 2012

Der Röthbachfall ist ein Wasserfall am südlichen Talschluss des Königssees im bayerischen Landkreis Berchtesgadener Land.
Der Röthbach stürzt südlich des Obersees unterhalb der Röth über die Röthwand in zwei Hauptstufen beinahe senkrecht nach unten. Die Höhe wird im Allgemeinen mit ca. 470 Meter angegeben und bezieht damit, wie auch sonst oft gehandhabt, den nachfolgenden Sturzbachabschnitt mit ein. Aus der Alpenvereinskarte des Gebiets (Maßstab 1:25.000, Blatt 10/1, Steinernes Meer) lässt sich eine Mindesthöhe von 350 Metern ablesen, eine Ortsbegehung ergab 380 Meter. Die obere Hauptstufe beginnt bei 1250 m und überwindet, abgesehen von kleinen Absätzen, 240 Meter, die untere 50 Meter bis zum Sturzbachabschnitt bei 870 Meter. Damit kommt ihm – knapp vor dem 700 Meter nördlicher gelegenen Landtalfall (⊙) – der Rang des höchsten Wasserfalls Deutschlands zu.
Das Wasser des Röthbachs und weiterer sich von den umliegenden Felsen ergießender kleinerer Wasserläufe versickert durch den anmoorigen Almboden der Fischunkel, einer Senke am Fuß des Talschlusses, in den aus lockeren Geröllmassen bestehenden Talgrund und speist als Grundwasserstrom unterirdisch den Obersee, der seinerseits über den Saletbach in den Königssee entwässert. Nur bei starker Wasserführung des Röthbaches, etwa zur Zeit der Schneeschmelze, bildet sich in der Senke vorübergehend ein kleiner See.
Der Röthbachfall ist geradezu typisch für die in höheren Breiten häufigste Entstehungsursache sehr hoher Wasserfälle: die Ausschürfung eines abrupten Trogtalschlusses durch einen sich an solchen Stellen formierenden eiszeitlichen Gletscherstrom (Konfluenzstufe). Bekanntestes Beispiel ist der Gavarniefall in den Pyrenäen.
Wanderer können den Wasserfall am bequemsten von der Bootshaltestelle Salet der Bayerischen Königssee-Schifffahrt aus, vorbei an der Fischunkelalm, in einem gut einstündigen Fußmarsch erreichen (ein Weg ca. vier Kilometer).
Die bekannteren Triberger Wasserfälle im Schwarzwald, die fälschlicherweise oft als höchste Wasserfälle Deutschlands bezeichnet werden, sind nur 163 Meter hoch, touristisch jedoch weit besser erschlossen.

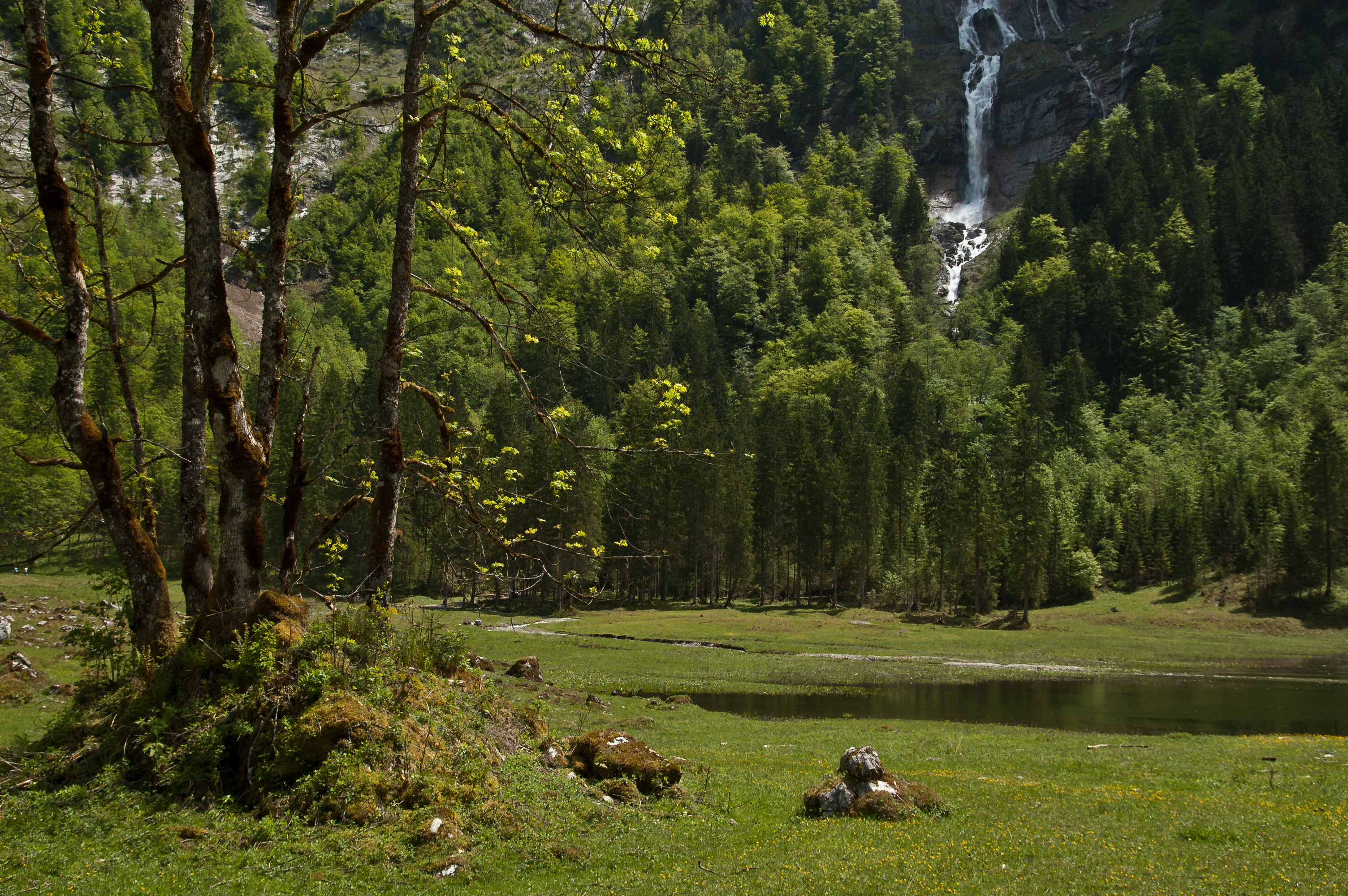
Der Röthbachfall während der Schneeschmelze im Mai mit dem sich nur temporär am Grund der Fischunkel bildenden See
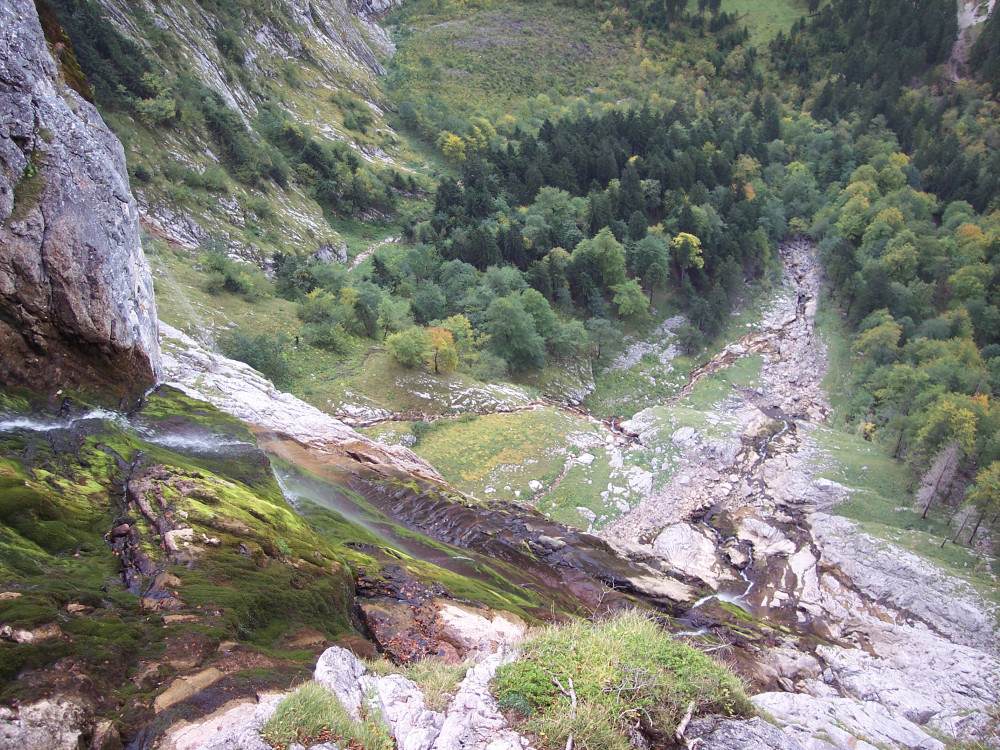
Tiefblick, bei Niedrigwasser im Oktober
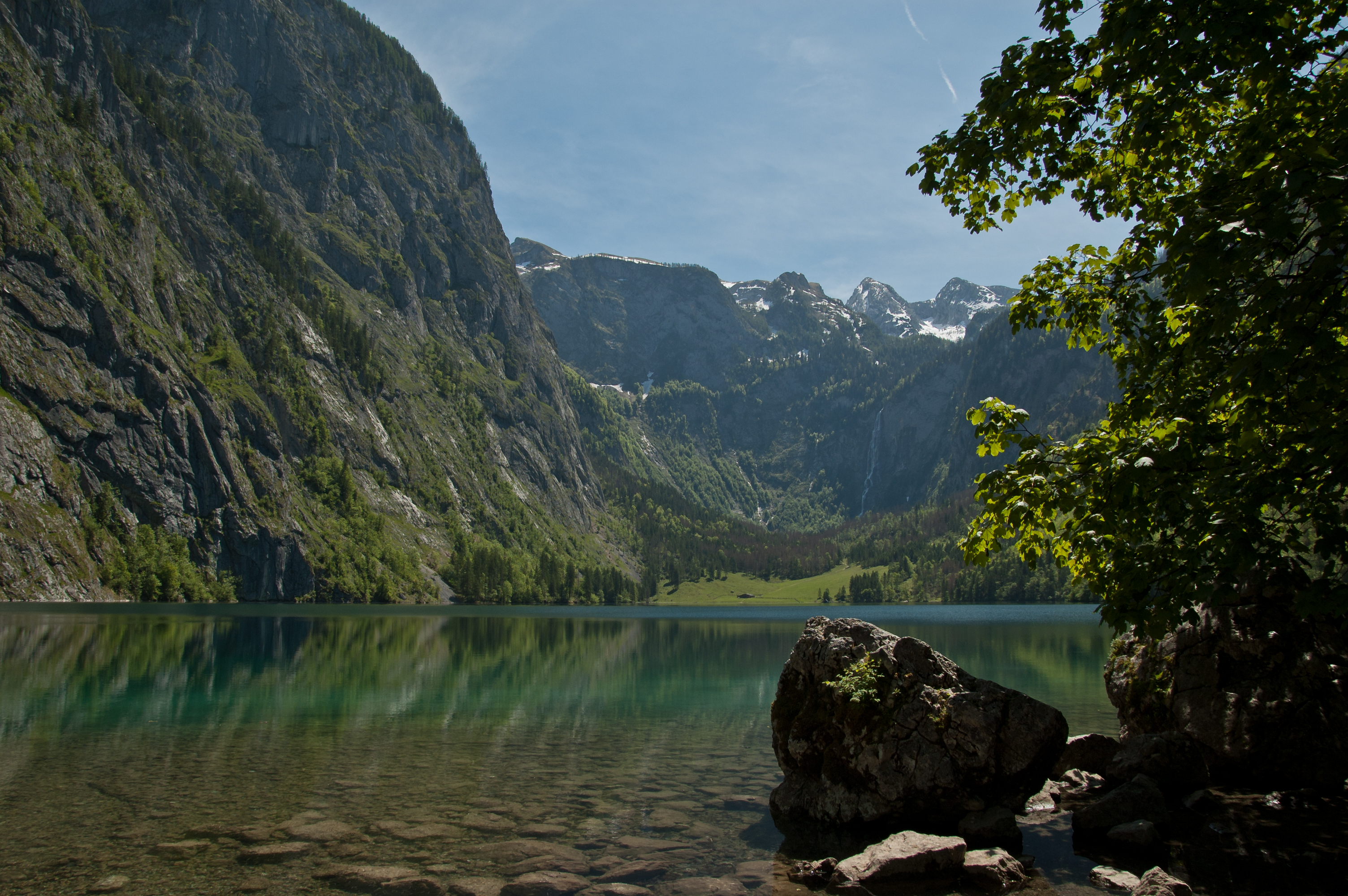
Der Röthbachfall im Talschluss des Königssee-Tales, gesehen über den Obersee und die Fischunkelalm